# 沙穆塞
沙穆塞（法語：Chamousset，法語發音：[ʃamusɛ]）是法国东南部奥弗涅-罗讷-阿尔卑斯大区萨瓦省的一个市镇，属于尚贝里区。 

## 地理
沙穆塞（45°33'21"N, 6°11'57"E）面积6.31 平方千米，位于法国奥弗涅-罗讷-阿尔卑斯大区萨瓦省，该省份为法国东部省份，历史上为薩伏依的一部分，北起上萨瓦省，西接伊泽尔省和安省，南部和东部与上阿尔卑斯省和意大利接壤。
与沙穆塞接壤的市镇（或旧市镇、城区）包括：布尔讷夫、沙托讷夫、圣皮埃尔达尔比尼。

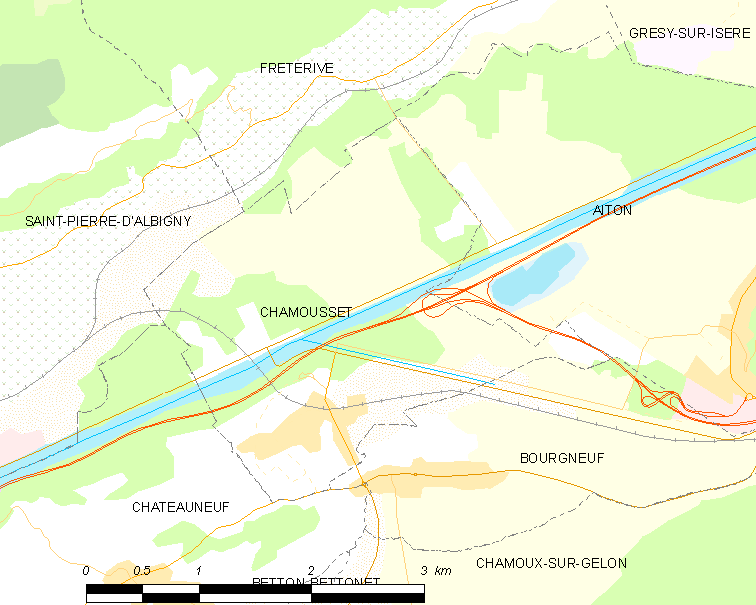
沙穆塞的OSM定位图

沙穆塞的时区为UTC+01:00、UTC+02:00（夏令时）。

## 行政
沙穆塞的邮政编码为73390，INSEE市镇编码为73068。

## 政治
沙穆塞所属的省级选区为圣皮埃尔达尔比尼县。

## 人口

1962-2008年间沙穆塞人口变化图示

沙穆塞于2022年1月1日时的人口数量为615人。